# Inocențiu Micu-Klein
Inocențiu Micu-Klein (Cód, 1692 – Róma, 1768. szeptember 22.) fogarasi román görögkatolikus püspök, 18. századi Erdély egyik kiemelkedő román személyisége, az 1791-ben közreadott Supplex libellus Valachorum (a század legfontosabb erdélyi román politikai munkája) fő szellemi atyja.

## Pályafutása
Ion Micu néven látta meg a napvilágot a Szeben vármegyei Códban.Tanulmányait szülőfalujában, majd Nagyszebenben és Kolozsváron, a jezsuitáknál végezte. 1722-1725 között a kolozsvári jezsuita akadémián filozófiát tanult Franz Faschingtól. 1725-ben beiratkozott a nagyszombati teológiai fakultásra. Tanulmányait 1729-ben fejezte be.

### Püspöki pályafutása
VI. Károly császár kinevezte Gyulafehérvár és Fogaras püspökének, valamint császári tanácsadónak. 1729 szeptemberében bárói rangot kapott és ezzel együtt megváltoztatta a nevét Klein-ra (a román Micu, jelentése kicsi, német fordítása). Ugyanakkor az erdélyi országgyűlés tagja lett. 1729. szeptember 23-án felszentelték papnak a máriapócsi templomban, majd szeptember 25-én Munkácsban csatlakozott a Szent Bazil-rendi szerzetesekhez és felvette az Inocențiu nevet. November 5-én püspöki rangra emelték. 1737-ben a püspöki rezidenciát Fogarasból Balázsfalvára helyezte át. 1741-ben elhelyezte a balázsfalvi katedrális alapkövét. Élete során a Habsburg Birodalomban élő románok egyenjogúságáért harcolt, ezáltal kivívta az erdélyi rendek valamint Mária Terézia császárnő haragját, így 1744-től száműzetésbe kényszerült Rómába. 1751. május 7-én a Szentszék nyomására lemondott püspöki tisztségéről. Itt halt meg 1768. szeptember 22-én. Hamvait 1997-ben exhumálták és helyezték örök nyugalomra a balázsfalvi katedrálisban.

## Nézetei
Élete során a román nemzet egyenjogúságának elismeréséért küzdött, mint görögkatolikus püspök és mint az erdélyi országgyűlés tagja. Argumentumait a következőkre alapozta:
- a románok Erdély legrégebbi lakói,
- a románság Erdély legnagyobb nemzete,
- a románok végzik a legnehezebb munkákat (földművelés, sóbányászat).

## Fordítás
Ez a szócikk részben vagy egészben  az   Inocențiu Micu-Klein című román Wikipédia-szócikk ezen változatának fordításán alapul.  Az eredeti cikk szerkesztőit annak laptörténete sorolja fel. Ez a jelzés csupán a megfogalmazás eredetét és a szerzői jogokat jelzi, nem szolgál a cikkben szereplő információk forrásmegjelöléseként.